# Liste der Biografien/Brom
Liste der Biografien |
Portal Biografien |
Personensuche
# |
A |
B |
C |
D |
E |
F |
G |
H |
I |
J |
K |
L |
M |
N |
O |
P |
Q |
R |
S |
T |
U |
V |
W |
X |
Y |
Z |
?
 
Ba |
Be |
Bd |
Bg |
Bh |
Bi |
Bj |
Bl |
Bm |
Bn |
Bo |
Br |
Bs |
Bu |
Bw |
By |
Bz
 
Bra |
Brc |
Brd |
Bre |
Brg |
Bri |
Brj |
Brk |
Brl |
Brn |
Bro |
Brp–Brt |
Bru |
Brv |
Bry |
Brz
 
Broa |
Brob |
Broc |
Brod |
Broe |
Brof |
Brog |
Broh |
Broi |
Broj |
Brok |
Brol |
Brom |
Bron |
Broo |
Brop |
Broq |
Bror |
Bros |
Brot |
Brou |
Brov |
Brow |
Brox |
Broy |
Broz
Die Liste der Biografien führt alle Personen auf, die in der deutschsprachigen Wikipedia einen Artikel haben. Dieses ist eine Teilliste mit 134 Einträgen von Personen, deren Namen mit den Buchstaben „Brom“ beginnt.

## Brom
- Brom, Cor (1932–2008), niederländischer Fußballspieler und -trainer
- Brom, Ellie van den (* 1949), niederländische Eisschnellläuferin
- Brom, Gerald (* 1965), US-amerikanischer Künstler und Autor
- Brom, Gustav (1921–1995), tschechischer Bigband-Leader
- Brom, John van den (* 1966), niederländischer Fußballspieler und -trainer
- Brom, Joseph (1881–1945), Redakteur und Politiker
- Brom, Robert Henry (1938–2022), US-amerikanischer Geistlicher, römisch-katholischer Bischof von San Diego

### Broma
- Bromage, Timothy (* 1954), US-amerikanischer Paläoanthropologe
- Broman, Bertel (1889–1952), finnischer Segler
- Broman, Ivar (1868–1946), schwedischer Anatom und Embryologe
- Broman, John (* 1958), US-amerikanischer Skispringer
- Broman, Olof (1676–1750), schwedischer Arzt, Rektor und Vikar
- Bromander, Vilhelm (* 1988), schwedischer Jazz- und Improvisationsmusiker (Bass, Komposition)

### Bromb
- Brombach, Hansjörg (* 1943), deutscher Bauingenieur, Erfinder, Unternehmer, Hochschulprofessor
- Brombach, Werner (* 1939), deutscher Braumeister und Unternehmer
- Brombacher, Ellen (* 1947), deutsche Politikerin (SED), MdV, FDJ-FunktionärinEllen Brombacher (* 1947)

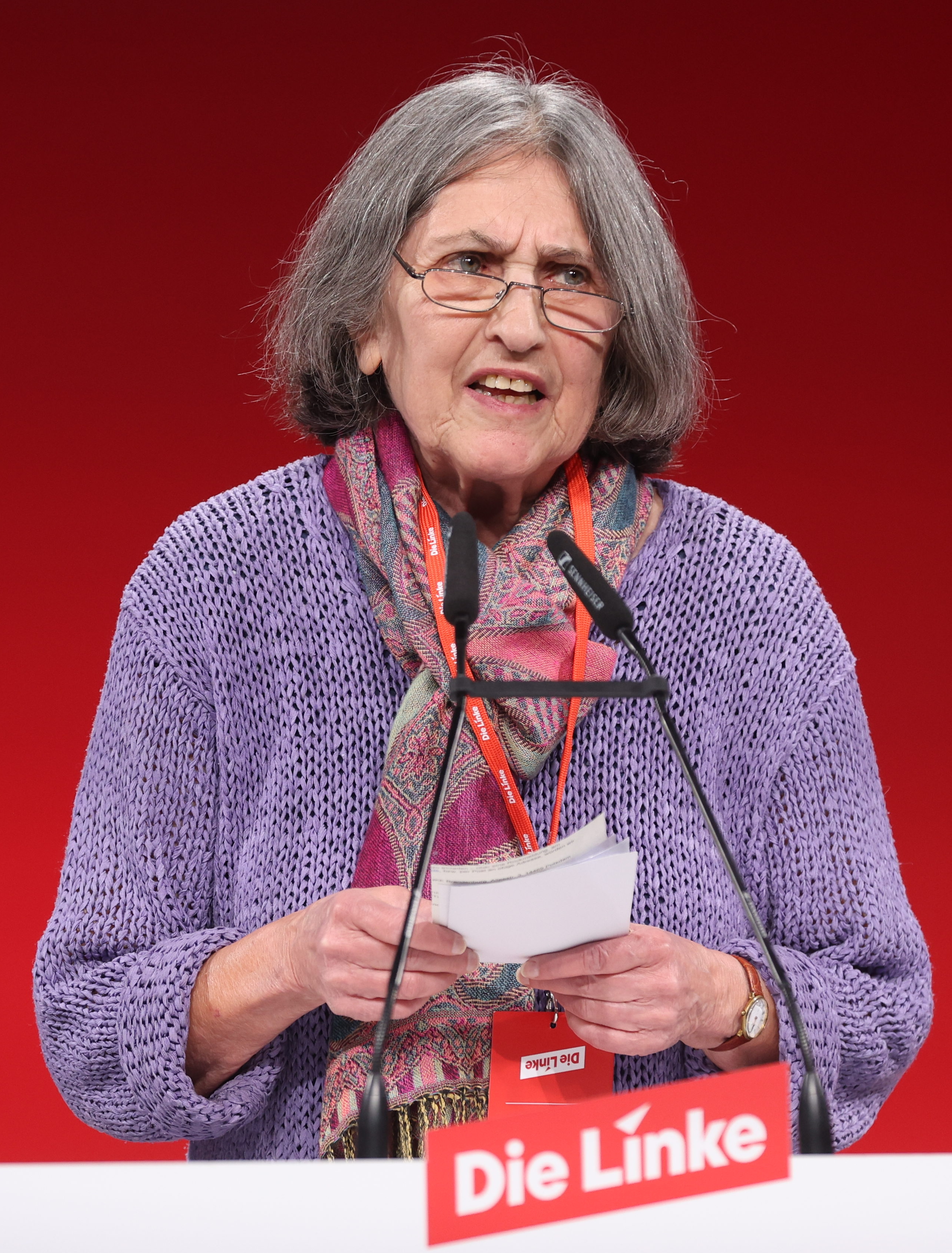
Ellen Brombacher (* 1947)

- Brombacher, Peter (* 1941), deutscher Schauspieler und Hörspielsprecher
- Brombart, Marcel M. (* 1907), belgischer Arzt und Radiologe
- Bromberg, Bruce (1941–2021), US-amerikanischer Musikproduzent und Songwriter
- Bromberg, David (* 1945), US-amerikanischer Multiinstrumentalist und Sänger
- Bromberg, Frederick George (1837–1930), US-amerikanischer Rechtsanwalt und Politiker
- Bromberg, Howard B., US-amerikanischer Offizier, Generalleutnant der US-Army
- Bromberg, J. Edward (1903–1951), US-amerikanischer Schauspieler
- Bromberg, Piet (1917–2001), niederländischer Hockeyspieler
- Bromberg, Stacy (1956–2017), US-amerikanische Dartspielerin
- Bromberger, Dora (1881–1942), deutsche Malerin
- Bromberger, Hervé (1918–1993), französischer Drehbuchautor, Filmregisseur und Schriftsteller
- Bromberger, Stefan (* 1982), deutscher Schachspieler
- Bromberger, Ute (1937–2004), deutsche Journalistin
- Bromberger, Willi (1927–2004), deutscher Leichtathlet
- Brombert, Victor (1923–2024), US-amerikanischer Romanist
- Brombierstäudl, Andreas (1915–2012), deutscher Lehrer und Heimatforscher
- Brömbsen, Andreas Albrecht von († 1685), Ratsherr der Hansestadt Lübeck
- Brömbsen, Andreas Albrecht von (1703–1757), Bürgermeister der Hansestadt Lübeck
- Brömbsen, Christian von (1742–1808), Bürgermeister der Hansestadt Lübeck
- Brömbsen, Diedrich von (1613–1671), Lübecker Patrizier und Ratsherr
- Brömbsen, Dietrich von (1653–1716), Ratsherr der Hansestadt Lübeck
- Brömbsen, Heinrich von (1673–1732), Bürgermeister der Hansestadt Lübeck
- Bromby, Oliver (* 1998), britischer Sprinter

### Brome
- Brome, Richard, englischer Dramatiker und Schauspieler
- Brome, Vincent (1910–2004), britischer Schriftsteller
- Bromeis, August (1813–1881), deutscher Maler
- Bromeis, Johann Conrad (1788–1855), deutscher kurhessischer Architekt des Klassizismus
- Bromeis, Johann Conrad (1820–1862), deutscher Chemiker
- Brömel, Albert Robert (1815–1885), deutscher lutherischer Theologe
- Bromelius, Olof (1639–1705), schwedischer Botaniker und Arzt
- Bromell, Henry (1947–2013), US-amerikanischer Schriftsteller, Drehbuchautor, Regisseur und Produzent
- Bromell, Magnus von (1679–1731), schwedischer Arzt und Mineraloge
- Bromell, Tony (1932–2017), irischer Politiker
- Bromell, Trayvon (* 1995), US-amerikanischer Sprinter
- Bromer, Viktor (* 1993), dänischer Schwimmer
- Bromery, Randolph W. (1926–2013), US-amerikanischer Geologe und Geophysiker

### Bromf
- Bromfield, Dionne (* 1996), britische Soul-Sängerin
- Bromfield, Harry (1932–2020), südafrikanischer Cricketspieler
- Bromfield, Joanne (* 1982), britische Freestyle-Skierin
- Bromfield, John (1922–2005), US-amerikanischer Schauspieler
- Bromfield, Junelle (* 1998), jamaikanische Leichtathletin
- Bromfield, Louis (1896–1956), US-amerikanischer SchriftstellerLouis Bromfield (1896–1956)

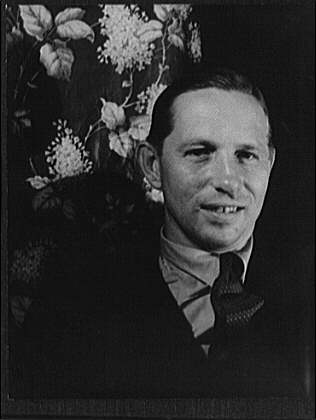
Louis Bromfield (1896–1956)

- Bromfield, Percival (1886–1947), englischer Tischtennisspieler
- Bromflete, Henry, 1. Baron Vescy († 1469), englischer Adliger

### Bromh
- Bromhall, Derek (1929–2021), britischer Genetiker und Dokumentarfilmer
- Bromhead, Edward (1789–1855), britischer Gutsbesitzer, Magistrat und Mathematiker
- Bromhead, Gonville (1845–1892), britischer Offizier

### Bromi
- Bromig, Johann Leonhard (1670–1740), deutscher Bildhauer und Bronzegießer in Nürnberg
- Bromilow, Tom (1894–1959), englischer Fußballspieler und -trainer

### Broml
- Bromley Davenport, Harry Bromley (* 1950), britischer Regisseur, Filmproduzent und Drehbuchautor
- Bromley, Allan G. (1947–2002), australischer Computerhistoriker
- Bromley, Brian (1946–2012), englischer Fußballspieler
- Bromley, David Allan (1926–2005), US-amerikanischer Physiker
- Bromley, Hannah (* 1986), neuseeländische Fußballspielerin
- Bromley, Jay (* 1992), US-amerikanischer American-Football-Spieler
- Bromley, Kristan (* 1972), britischer Skeletonpilot
- Bromley, Michelle (* 1987), australische Tischtennisspielerin
- Bromley, Sydney (1909–1987), britischer SchauspielerSydney Bromley (1909–1987)

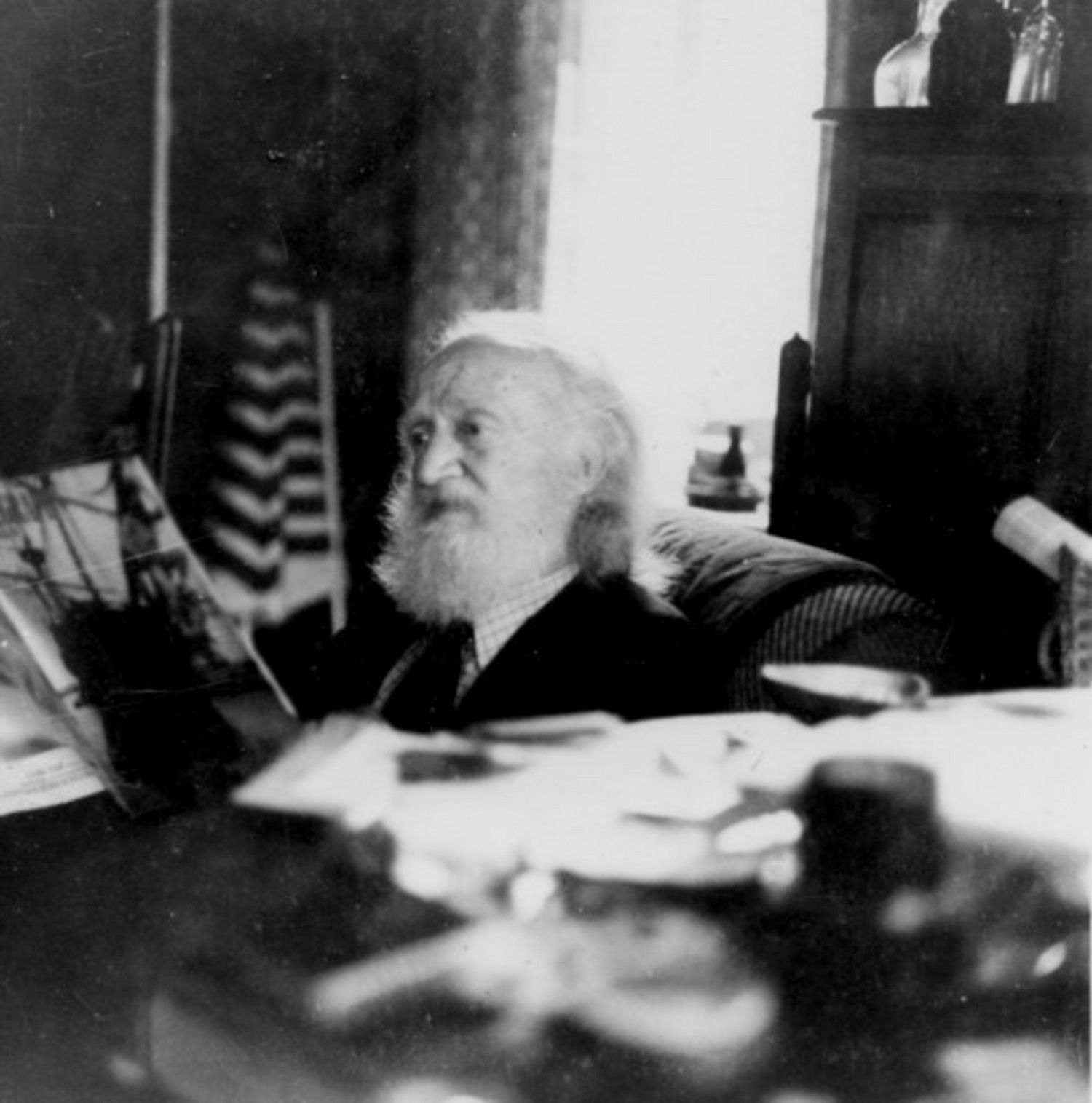
Sydney Bromley (1909–1987)

- Bromley, Thomas (1629–1691), englischer Mystiker
- Bromley, Thomas Eardley (1911–1987), britischer Diplomat
- Bromley, William (1663–1732), englischer Politiker, Speaker im House of Commons

### Bromm
- Bromm, Heinrich (1910–1941), deutscher Maler
- Bromm, Justus Heinrich (1827–1905), Bürgermeister und Mitglied des Preußischen Abgeordnetenhauses
- Bromm, Volker, deutscher Astronom
- Bromma, Antje (* 1968), deutsche bildende Künstlerin
- Bromme, Erich (1906–1986), deutscher Historiker und Siedlungsgeograf
- Bromme, Max (1878–1974), deutscher Gartenarchitekt, Frankfurter Gartenbaudirektor
- Bromme, Paul (1906–1975), deutscher Politiker (SPD), MdL, MdB, Journalist und Widerstandskämpfer gegen den Nationalsozialismus
- Bromme, Rainer (* 1951), deutscher Psychologe und Professor für Pädagogische Psychologie
- Brömme, Renate (1936–2020), deutsche Malerin und Grafikerin
- Brömme, Uli (* 1981), deutsche Triathletin
- Brömme, Ursula (1931–2001), deutsche Sängerin (Alt, Sopran)
- Bromme, Walter (1885–1943), deutscher Komponist von Schlagern und Operetten
- Bromme, William (1873–1926), Senator der Hansestadt Lübeck
- Brömmel, Almut (* 1935), deutsche Leichtathletin
- Brömmel, Dirk (* 1968), deutscher bildender Künstler und Fotograf
- Brömmel, Friedrich (1791–1856), deutsch-schweizerischer Historiker
- Brömmelhaup, Aaron (* 2000), deutscher Schauspieler
- Brömmelhaus, Helmut (1927–2010), deutscher Politiker (CDU), MdL
- Brömmelmeyer, Christoph (* 1969), deutscher Rechtswissenschaftler
- Brommer, Bernhard (* 1954), deutscher Schriftsteller und Lyriker
- Brommer, Bruno (* 1951), deutscher Diplomat
- Brommer, Ferdinand (1876–1947), deutscher Geistlicher und Professor für die höheren Studien
- Brommer, Frank (1911–1993), deutscher Klassischer Archäologe
- Brommer, Harald, Bürgermeister von Itzehoe
- Brommer, Hermann (1926–2012), deutscher Lehrer und Kunsthistoriker
- Brömmer, Hugo (1895–1978), deutscher Politiker (KPD/SPD), MdL Thüringen
- Brommer, Peter (1892–1982), niederländischer Klassischer Philologe und Gymnasialdirektor
- Brommer, Peter (* 1945), deutscher Archivar und Historiker
- Brommer, Sophia (* 1981), deutsche Opern-, Operetten-, Lied- und Oratoriensängerin (Sopran)
- Brommesson, Charles (1903–1978), schwedischer Fußballspieler
- Brommy, Karl Rudolf (1804–1860), deutscher AdmiralKarl Rudolf Brommy (1804–1860)

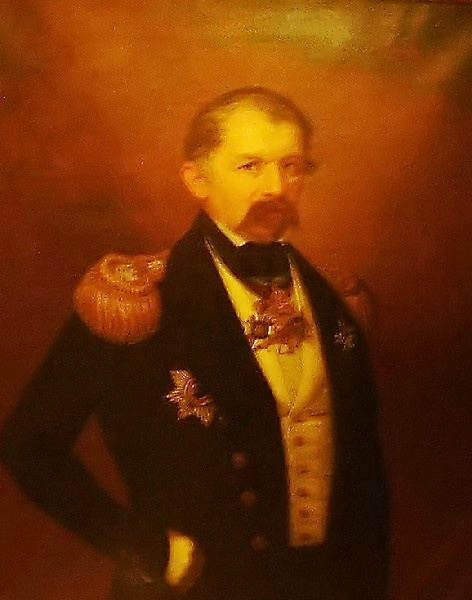
Karl Rudolf Brommy (1804–1860)

### Bromo
- Bromowicz, Henryk (1924–1982), polnischer Eishockeyspieler und -trainer

### Bromp
- Brompton, William of, englischer Richter

### Broms
- Broms, Bengt (1928–2023), schwedischer Bauingenieur für Geotechnik
- Bröms, Sigurd (1932–2007), schwedischer Eishockeyspieler
- Brömse, Adelheid (1471–1538), deutsche Zisterzienserin und Äbtissin
- Brömse, August (1873–1925), deutsch-böhmischer Radierer und Maler
- Brömse, Dietrich (1470–1508), Ratsherr der Hansestadt Lübeck
- Brömse, Dietrich (1579–1638), Ratsherr der Hansestadt Lübeck
- Brömse, Dietrich (1602–1644), Ratsherr der Hansestadt Lübeck
- Brömse, Heinrich (1440–1502), deutscher Politiker und Bürgermeister der Hansestadt Lübeck
- Brömse, Heinrich (1476–1542), deutscher Jurist und kaiserlicher Rat
- Brömse, Heinrich (1507–1563), Ratsherr der Hansestadt Lübeck
- Brömse, Heinrich (1569–1632), Ratsherr der Hansestadt Lübeck
- Brömse, Nikolaus († 1543), Bürgermeister von Lübeck und Feind Jürgen Wullenwevers
- Brömse, Peter (1912–2004), deutscher Musikwissenschaftler, Musikpädagoge und Hochschullehrer
- Brömser von Rüdesheim, Heinrich (1590–1668), Vizedom des Rheingaus
- Brömser von Rüdesheim, Johann († 1422), Vizedom des Rheingaus
- Brömser von Rüdesheim, Johann Reichard (1566–1622), Oberamtmann in Königstein
- Brömssen, Tomas von (* 1943), schwedischer Schauspieler

### Bromu
- Bromund, Dieter (* 1938), deutscher Autor und Übersetzer
- Bromund, Elena (* 1969), deutsche Filmeditorin

### Bromw
- Bromwell, Henry P. H. (1823–1903), US-amerikanischer Politiker
- Bromwell, Jacob H. (1848–1924), US-amerikanischer Politiker (Republikanische Partei)
- Bromwell, James E. (1920–2009), US-amerikanischer Politiker
- Bromwich, John (1918–1999), australischer Tennisspieler
- Bromwich, Thomas John I’Anson (1875–1929), englischer Mathematiker und Physiker